# آشنایی (تفت)
آشنایی روستایی در دهستان شیرکوه بخش مرکزی شهرستان تفت استان یزد ایران است.

## جمعیت
بر پایه سرشماری عمومی نفوس و مسکن در سال ۱۳۹۵ جمعیت این روستا ۱۳ نفر (۷خانوار) بوده‌است.